# Désiré Bourgeois
Desiderius Victor Bourgeois (Mechelen, 13 dicembre 1908 – 29 gennaio 1996) è stato un calciatore belga, di ruolo centrocampista.

## Palmarès

### Club

#### Competizioni nazionali
- Tweede klasse: 1

Mechelen: 1927-1928